# Hadesarchaea
Hadesarchaea, auch Hadarchaeia, früher als South-African Gold Mine Miscellaneous Euryarchaeal Group (SAGMEG) bezeichnet, ist eine aufgrund von Metagenomik-Daten vorgeschlagenen Klasse (Biologie) thermophiler Archaeen, die von Carl Woese in einer Goldmine in Südafrika in einer Tiefe von 3 km entdeckt wurden. Außer in tiefen Bergwerken wurden sie in heißen Quellen, Meeressedimenten und anderen unterirdischen Umgebungen gefunden.
Die Verwandtschaftsgruppe (Klade) aus diese Kandidatenklasse zusammen mit nahe verwandten, ebenfalls aufgrund von Metagenomik-Daten vorgeschlagenen Gruppen wird vorschlagsgemäß als Hadesarchaeota, Hadarchaeota oder Stygia (etwa im Rang eines Phylums) bezeichnet. Sie ist ein Teil der Archaeen-Supergruppe Euryarchaeota.
Die Kultivierung dieser Archaeen ist äußerst schwierig, so dass in der Forschung heute in großem Ausmaß auf kultivierungsunabhängige Methoden wie die Metagenomik zurückgegriffen wird.

## Etymologie
Der Name „Hadesarchaea“ wurde 2016 von Baker et al. vorgeschlagen als eine Anspielung auf den griechischen Gott der Unterwelt Hades.
Diese Archaeen wurden zunächst nach ihrem ursprünglichen Fundort, drei Kilometer tiefen Goldminen in Südafrika, als „South-African Gold Mine Miscellaneous Euryarchaeal Group“ (SAGMEG) bezeichnet.
Die vorläufige Bezeichnung der Schwestergruppe der Hadesarchaea, „Mediterranean Seafloor Brine Lake Group 1“ (MSBL1 oder MSBL-1) verweist ebenfalls auf ihren ursprünglichen Fundort.
Der vorgeschlagene Name für diese Gruppe, „Persephonarchaeia“ ist eine Anspielung auf Persephone, eine Toten- und Unterwelt- (aber auch Fruchtbarkeits-)Göttin der griechischen Mythologie.
Der vorgeschlagene Name „Stygia“ ist abgeleitet vom Unterweltfluss Styx der griechischen Mythologie uns bedeutet in etwa „Anwohner des Styx“ („Stygier“).

## Habitat und Metabolismus
Hadesarchaea wurden erstmals in einer Goldmine in Südafrika in einer Tiefe von etwa 3 km entdeckt, wo sie anaerob (ohne Sauerstoff) und ohne Licht leben können.
Später wurden sie auch im Ästuar (Mündungsgebiet) des White Oak River (WOR) in North Carolina und im Lower Culex Basin (LCB) sowie im Obsidian Pool des Yellowstone-Nationalparks gefunden. Die Gebiete im Nationalpark haben eine Temperatur von etwa 70 °C und sind stark alkalisch.
Auf der Grundlage von phylogenetischen Markergenen könnten Hadesarchaea auch in Deutschland in Böden alter Bergbaugebiete in der Region Ostharz vorkommen.
Diese Mikroben wurden auch in verschiedenen anderen Meeresumgebungen gefunden. Zu diesen Gebieten gehören auch kalte Quellen (englisch cold seeps)  im Südchinesischen Meer.
Die Hadesarchaea haben sich als dominierendes Mitglied der Archaeengemeinschaft in diesem Gebiet erwiesen.
An diesen Cold Seeps befinden sich gashydrathaltige Sedimente, in denen Mikroben eine wichtige Rolle im biogeochemischen Kreislauf spielen.

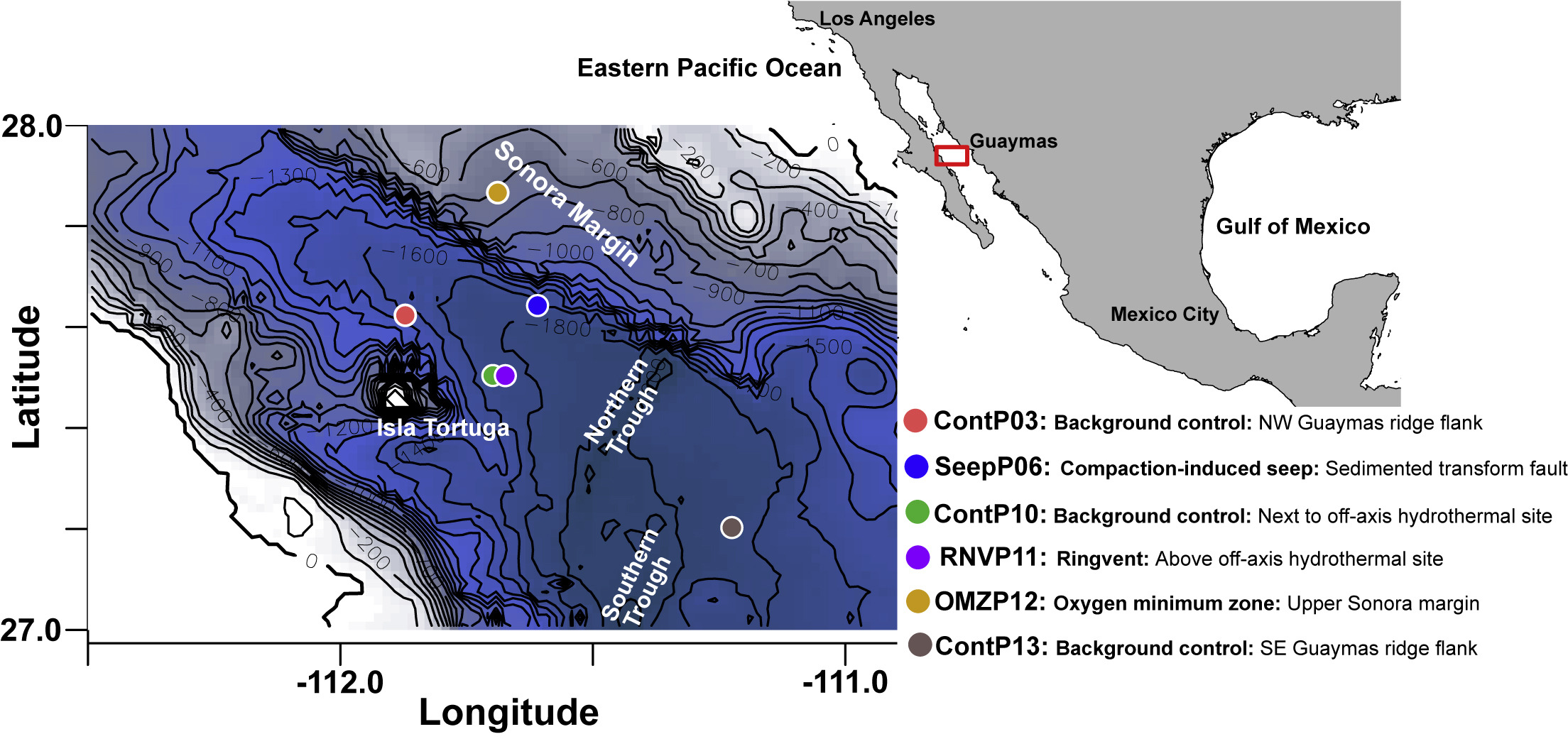
Lage des Guaymas-Beckens und der Sonora-Randgebiets im Golf von Kalifornien, sowie Entnahmestellen des R/V „El Puma“ im Oktober 2014. Die Blauskala der Bathymetrie (links) ist mit 100-m-Isobathen versehen; die tiefsten Gebiete im mittleren Tal reichen bis knapp unter 2.000 m.

Hadesarchaea wurden auch im Ökosystem unter dem Meeresboden der Sonora Margin Cold Seeps im Guaymas-Becken (Golf von Kalifornien) gefunden.
Hadesarchaea kommen nicht nur in Meeressedimenten, kalten und heißen Quellen sowie Bergwerken und  vor, sondern wurden auch im Darmmikrobiom bestimmter Fischarten nachgewiesen. Beim Süßwasserkugelfisch (Tetraodon cutcutia, syn. Leiodon cutcutia), der in Indien (Assam, Bihar und Westbengalen) heimisch ist, wurde Hadesarchaea im Darmmikrobiom nachgewiesen. Hadesarchaea waren am zweithäufigsten in der Archaeengemeinschaft dieses Süßwasserkugelfischs, ähnlich häufig wie sie im Darm der fleischfressenden Lachse und pflanzenfressenden Graskarpfen vorkommen. Obwohl Hadesarchaea in diesen Lebensräumen so häufig vorkommen, ist nicht vollständig bekannt, wie sie die Gesundheit und die trophische Ebene dieser Fische beeinflussen.

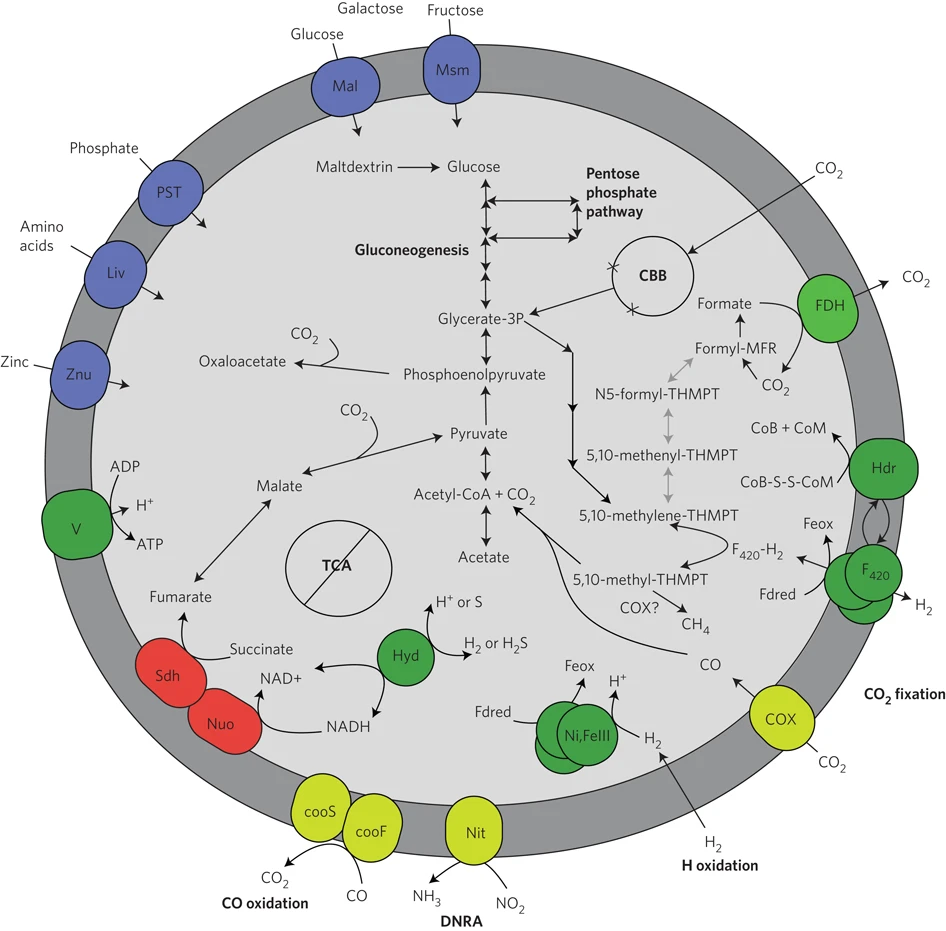
Diagramm der Stoffwechselwege der Hadesarchaea.

Hadesarchaea sind unter den bekannten Archaeen dadurch ausgezeichnet, dass sie Kohlenmonoxid und Wasser in Kohlendioxid und Sauerstoff umwandeln können und dabei Wasserstoff als Nebenprodukt erzeugen. Aus Metagenom-assemblierten Genomdaten (MAGs) geht hervor, dass die Hadesarchaea Gene besitzen, die mit dem Wood-Ljungdahl-Kohlenstoff-Fixierungsweg, der Methanogenese und dem Alkan-Stoffwechsel in Verbindung stehen. Die Hadesarchaea-Genome enthalten Gene, die sie in die Lage versetzen, Zucker und Aminosäuren in einer heterotrophen Lebensweise zu verstoffwechseln und eine dissimilatorische Nitrit-Reduktion zu Ammonium durchzuführen.
Erste Forschungsergebnisse deuten darauf hin, dass diese Organismen auch an wichtigen geochemischen Prozessen beteiligt sind.

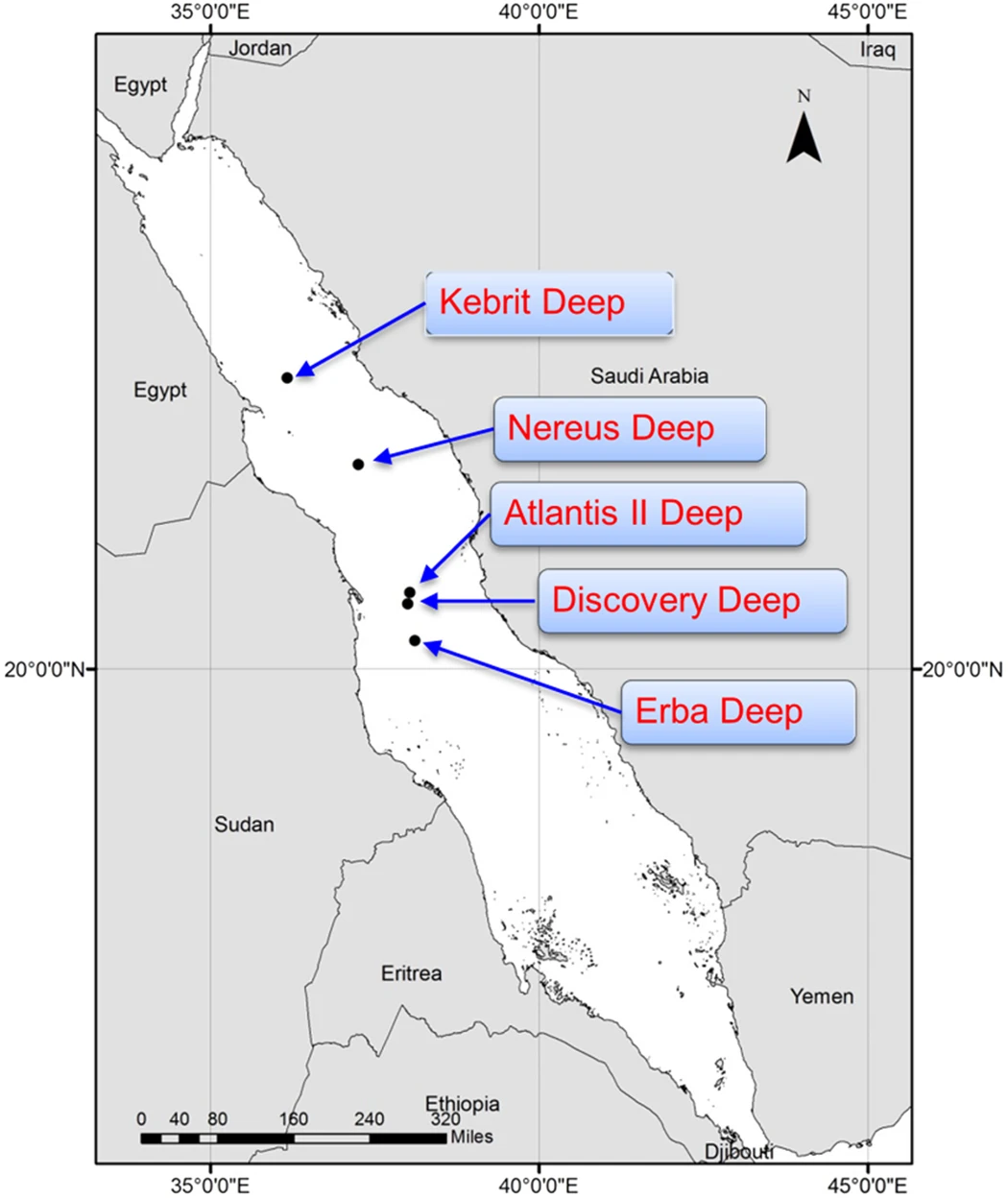
Karte des Roten Meeres mit fünf Tiefsee-Solebecken entlang der Mittelachse

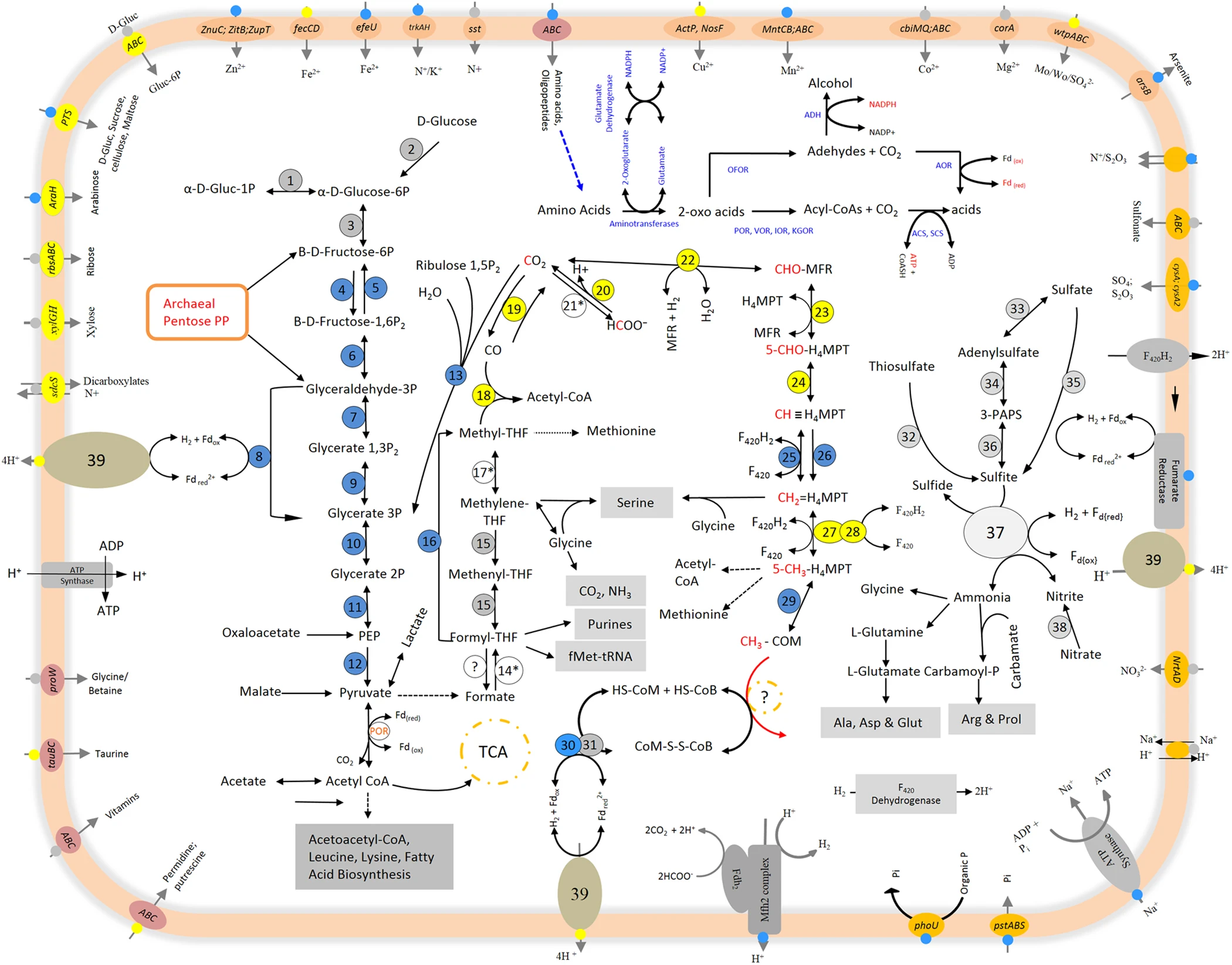
Mutmaßlicher Metabolismus der MSBL1-Archaeen.

Die Gruppe MSBL1 wurde mittels phylogenetischer Untersuchungen auf Grundlage der ribosomalen RNA (rRNA) sowie weiterer konservierter Gene identifiziert. Die Analyse von Mwirichia et al. (2016) zeigte, dass diese Archaeen Glukose über den Embden-Meyerhof-Parnas-Weg abbauen können. In Abwesenheit von organischem Kohlenstoff kann Kohlendioxid jedoch über die Ribulose-Biphosphat-Carboxylase (RuBisCO), den Wood-Ljungdahl-Weg oder den reduktiven Citratzyklus (reduktiver TCA-Zyklus, vom englischen Namen reductive tricarboxylic acid cycle) gebunden werden.
16S-rRNA-Sequenzdaten dieser Gruppe wurden auch aus dem anoxischen Hypolimnion des flachen, hypersalinen Birkat asch-Schams (englisch Solar Lake) etwas südlich von Eilat auf der Sinai-Halbinsel in Ägypten,
in Sedimenten des ebenfalls hypersalinen Chaka-Sees (茶卡盐湖 Chákǎ Yánhú) in China,
aus einer Meerwassersaline mit mehreren Becken im Süden der Insel Mallorca und
per Metagenomik in einem hypersalinen See in Kenia (Magadisee, englisch Lake Magadi) berichtet.
Für die Gruppe MSBL1 wurde von Adam et al. 2017 die Bezeichnung „Persephonarchae(i)a“ vorgeschlagen.

## Genom und Phylogenie
Wegen der genannten Schwierigkeiten bei der Kultivierung war die Existenz von Hadesarchaea (bzw. der Gruppe SAGMEG) lange Zeit nur durch ihre besondere phylogenetische Position im Baum des Lebens bekannt.
Im Jahr 2016 konnten Wissenschaftler mithilfe der metagenomischen Shotgun-Sequenzierung immerhin mehrere nahezu vollständige Genome dieser Archaeen zusammenstellen.
Es konnte dabei gezeigt werden, dass das Genom der Hadesarchaea etwa 1,5 Mbp (Megabasenpaare) groß ist, was etwa 0,5 Mbp kleiner ist als das der meisten anderen Archaeen.
Da sich diese Archaeen (zunächst) nicht erfolgreich im Labor kultivieren ließen, wurden ihre mutmaßlichen Stoffwechseleigenschaften aus den Genomrekonstruktionen abgeleitet.
Aufgrund der genetischen Ähnlichkeit mit anderen methanogenen Organismen könnten sich Hadesarchaea aus einem methanogenen Vorfahren entwickelt haben.
Aufgrund ihres relativ kleinen Genoms wird vermutet, dass die Genome von Hadesarchaea einer Genomverkleinerung (englisch genomic streamlining) unterworfen waren, möglicherweise als Folge von Nährstofflimitierung.

## Systematik
Die unten angegebenen Systematik folgt im Wesentlichen der Taxonomie des National Center for Biotechnology Information (NCBI) mit Ergänzungen aus der Genome Taxonomy Database. Außerdem wurden zwei von Takai et al. (2001) und van der Wielen (2005) geführte Euryarchaeota-Kladen Kladen („SAGMEG-1“ und „SAGMEG-2“) aus südafrikanischen Goldminen zugeordnet (Vertreter mit „SAGMA“ gekennzeichnet; in der GTDB nicht repräsentiert, in der NCBI-Taxonomie incertae sedis).
Adam et al. (2017) sehen die Archaeen der Candidate division MSBL1 (oder MSBL-1, Mediterranean Seafloor Brine Lake Group 1) van der Wielen et al. 2005 (syn. „Persephonarchaeia“ corrig. Mwirichia et al. 2016) als Schwestergruppe der Hadesarchaea in einer gemeinsamen Klade mit vorgeschlagener Bezeichnung „Stygia“.
Die Vertreter der MSBL1 werden bislang (Stand 20. Februar 2023) in der GTDB nicht berücksichtigt, da die Genomdaten keine ausreichende Qualität haben.
Die dort Hadarchaeia genannte Klasse findet sich stattdessen zusammen mit einer weiteren Klasse mit vorläufiger Bezeichnung B88-G9 im übergeordneten Phylum Hadarchaeota. Die B88-G9-Archaeen waren zunächst für Thermococci angesehen worden, werden von der GTDB aber jetzt hier zugeordnet.
Aufgrund der gegebenen Datenlage könnte „Stygia“ Adam et al. (2017) ein Synonym für Hadarchaeota der GTDB (bzw. „Hadesarchaeota“ McGonigle et al. 2019) sein.
Unter dieser Voraussetzung ergibt sich folgende Konsens-Systematik (Stand 19. Februar 2023):
- Phylum „Hadarchaeota“ Chuvochina et al. 2019 [„Hadesarchaeota“ McGonigleet al. 2019;(L*) „Stygia“ Adam et al. 2017][34][35][36][33][37](G,L)
  - Klasse „Hadarchaeia“ Chuvochina et al. 2019(G,L) [„Hadesarchaea“ Baker et al. 2016(L*,N)] (SAGMEG, South-African Goldmine Miscellaneous Euryarchaeal Group(N))[38]
    - Ordnung „Hadarchaeales“ Chuvochina et al. 2019(G,L)
      - Familie „Hadarchaeaceae“ Chuvochina et al. 2019(G,L)
        - Gattung „Candidatus Hadarchaeum“ Chuvochina et al. 2019(G,N,L)
          - Spezies „Ca. H. yellowstonense“ Chuvochina et al. 2019(G,N) inkl. Hadesarchaea archaeon YNP_45,(G,N) Fundort: Lower Culex Basin(G,N) und SpSt-756, Fundort Obsidian Pool[39][40], beides Yellowstone-Nationalpark
          - Spezies Hadarchaeum sp014361095(G) mit Hadesarchaea archaeon isolate MAG-18, Fundort: Shengli-Ölfeld (chinesisch 勝利油田, Pinyin Shènglì Yóutián, englisch Shengli Oil Field, China[41]

        - Gattung „Candidatus Hadesarchaeum“ Hua et al. 2019[21]

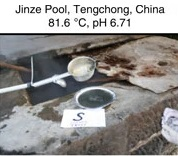

          - Spezies „Ca. Hadesarchaeum tengchongensis“ corrig. Hua et al. 2019 mit Schreibvariante Ca. Hadesararchaeum tengchongensis, inkl. Unclassified Hadesarchaeota JZ-2 bin_199, Fundort: Jinze Hot Spring, Tengchong, Yunnan

        - Gattung „Candidatus Methanourarchaeum“ Hua et al. 2019[21]
          - Spezies „Ca. Methanourarchaeum thermotelluricum“ corrig. Hua et al. 2019 [Ca. Methanourarchaum thermotelluricum], inkl. Unclassified Hadesarchaeota JZ-1 bin_103, Fundort: Jinze Hot Spring, Tengchong, Yunnan

        - Gattung B75-G9(G)
          - Spezies B75-G9 sp003661465(G) mit Hadesarchaea archaeon isolate B75_G9, Fundort: Guaymas Basin, Golf von Kalifornien[42]
          - Spezies B75-G9 sp012962055(G) mit Hadesarchaea archaeon isolate UWMA-021, Fundort: Mid-Cayman Rise, Atlantischer Ozean[43][44]

        - Gattung DG-33(G)
          - Spezies DG-33 sp001515185(G) [Hadesarchaea archaeon DG-33]; Fundort: Ästuar des White Oak River, North Carolina(N)
          - Spezies DG-33 sp004375695(G) mit E44_bin86, Fundort: Atlantischer Ozean, Tiefseesedimente in Verbindung mit Erdölaustritten,[45] und 1244-C3-H4-B1, Fundort: Pazifischer Ozean, Methanhydrat-Meeressediment

      - Familie DTKF01(G)
        - Gattung DTKF01(G)
          - Spezies DTKF01 sp011367225(G) mit SpSt-591 und SpSt-680, beide Fundort: Jinze Hot Spring, Tengchong, Yunnan
          - Spezies DTKF01 sp011370445(G) mit SpSt-85, Fundort: Great Boiling Spring, Nevada[46]

      - Familie DSZJ01(G)
        - Gattung DSZJ01(G)
          - Spezies DSZJ01 sp011361855(G) mit SpSt-720, Fundort: Little Hot Creek, Long Valley Caldera[47]
          - Spezies DSZJ01 sp011367145(G) mit SpSt-596, Fundort: Jinze Hot Spring, Tengchong, Yunnan[48]

      - Familie WYZ-LMO6(G)
        - Gattung WYZ-LMO6(G)
          - Spezies WYZ-LMO6 sp004347925(G) mit WYZ-LMO6, Fundort: Shoshone Lake, Yellowstone-Nationalpark
          - Spezies WYZ-LMO6 sp011367165(G) mit SpSt-593, Fundort: Jinze Hot Spring, Tengchong, Yunnan

    - Nicht näher klassifizierte Vertreter der SAGMEG/Hadesarchaea („SAGMA…“)[29]
      - Klade SAGMEG-1[1]
        - Spezies Uncultured archaeon SAGMA-F [Gold mine clone SAGMA-F] (South-African Goldmine Miscellaneous Archaea F), Fundort: Südafrikanische Goldminen[49][1]

      - Klade SAGMEG-2[1]
        - Spezies Uncultured archaeon SAGMA-J [Gold mine clone SAGMA-J] (South-African Goldmine Miscellaneous Archaea J), Fundort: Südafrikanische Goldminen[50][1]

      - Nicht klassifizierte Hadesarchaea
        - Spezies Hadesarchaea archaeon B3_Hades, Fundort: Südchinesisches Meer, zw. Hongkong und Taiwan(N)[51]
        - Spezies Hadesarchaea archaeon CG08_land_8_20_14_0_20_51_8, Fundort: Crystal Geyser nahe Green River, Utah(N)[52]
        - Spezies Hadesarchaea archaeon CR_03, Fundort: Biosphäre unter dem Meeresboden am Meresrand, Costa Rica(N)
        - Spezies Hadesarchaea archaeon CR_26, Fundort: ebenda(N)
        - Spezies Hadesarchaea archaeon CR_31, Fundort: ebenda(N)
        - Spezies Hadesarchaea archaeon DG-33-1; Fundort: Ästuar des White Oak River, North Carolina(N)[53]
        - Spezies Hadesarchaea archaeon YNP_N21; Fundort: Lower Culex Basin, Yellowstone-Nationalpark, Wyoming(N)[54]

  - Klasse B88-G9(G) (G9 = Guay9)
    - Ordnung B88-G9(G)[55]
      - Familie B88-G9(G)
        - Gattung B88-G9(G)
          - Spezies B88-G9 sp003660555(G) mit B88-G9, Fundort: Guaymas Basin, Golf von Kalifornien, Hydrothermalschlot-Sedimente der Tiefsee[55][32]

| ● | Klasse „Persephonarchaeia“ corrig. Mwirichia et al. 2016 [„Persephonarchaea“ Mwirichia et al. 2016] (MSBL1 oder MSBL-1, Mediterranean Seafloor Brine Lake Group 1)(N) |

- Spezies Candidate division MSBL1 archaeon SCGC-AAA259A05, Fundort: Discovery Brine Pool, Rotes Meer(N)
- Spezies Candidate division MSBL1 archaeon SCGC-AAA259B11, Fundort: ebenda(N)
- Spezies Candidate division MSBL1 archaeon SCGC-AAA259D14, Fundort: ebenda(N)
- Spezies Candidate division MSBL1 archaeon SCGC-AAA259D18, Fundort: ebenda(N)
- Spezies Candidate division MSBL1 archaeon SCGC-AAA259E17, Fundort: ebenda(N)
- Spezies Candidate division MSBL1 archaeon SCGC-AAA259E19, Fundort: ebenda(N)
- Spezies Candidate division MSBL1 archaeon SCGC-AAA259E22, Fundort: ebenda(N)
- Spezies Candidate division MSBL1 archaeon SCGC-AAA259I07, Fundort: ebenda(N)
- Spezies Candidate division MSBL1 archaeon SCGC-AAA259I09, Fundort: ebenda(N)
- Spezies Candidate division MSBL1 archaeon SCGC-AAA259I14, Fundort: ebenda(N)
- Spezies Candidate division MSBL1 archaeon SCGC-AAA259J03, Fundort: ebenda(N)
- Spezies Candidate division MSBL1 archaeon SCGC-AAA259M10, Fundort: ebenda(N)
- Spezies Candidate division MSBL1 archaeon SCGC-AAA259O05, Fundort: ebenda(N)
- Spezies Candidate division MSBL1 archaeon SCGC-AAA261C02, Fundort: Atlantis II Brine Pool, Rotes Meer(N)
- Spezies Candidate division MSBL1 archaeon SCGC-AAA261D19, Fundort: ebenda(N)
- Spezies Candidate division MSBL1 archaeon SCGC-AAA261F17, Fundort: ebenda(N)
- Spezies Candidate division MSBL1 archaeon SCGC-AAA261F19, Fundort: ebenda(N)
- Spezies Candidate division MSBL1 archaeon SCGC-AAA261G05, Fundort: ebenda(N)
- Spezies Candidate division MSBL1 archaeon SCGC-AAA261O19, Fundort: ebenda(N)
- Spezies Candidate division MSBL1 archaeon SCGC-AAA382A03, Fundort: Nereus Brine Pool, Rotes Meer(N)
- Spezies Candidate division MSBL1 archaeon SCGC-AAA382A13, Fundort: ebenda(N)
- Spezies Candidate division MSBL1 archaeon SCGC-AAA382A20, Fundort: ebenda(N)
- Spezies Candidate division MSBL1 archaeon SCGC-AAA382C18, Fundort: ebenda(N)
- Spezies Candidate division MSBL1 archaeon SCGC-AAA382F02, Fundort: ebenda(N)
- Spezies Candidate division MSBL1 archaeon SCGC-AAA382K21, Fundort: ebenda(N)
- Spezies Candidate division MSBL1 archaeon SCGC-AAA382M17, Fundort: ebenda(N)
- Spezies Candidate division MSBL1 archaeon SCGC-AAA382N08, Fundort: ebenda(N)
- Spezies Candidate division MSBL1 archaeon SCGC-AAA385D11, Fundort: Erba Brine Pool, Rotes Meer(N)
- Spezies Candidate division MSBL1 archaeon SCGC-AAA385M02, Fundort: ebenda(N)
- Spezies Candidate division MSBL1 archaeon SCGC-AAA385M11, Fundort: ebenda(N)
- Spezies Candidate division MSBL1 archaeon SCGC-AAA833F18, Fundort: Atlantis II Brine Pool, Rotes Meer(N)
- Spezies Candidate division MSBL1 archaeon SCGC-AAA833K04, Fundort: ebenda(N)
- Spezies Euryarchaeote J3.25-8, Fundort: anoxisches Hypolimnion des Solar Lake, Sinai in 3,25 m Tiefe(N)

Anmerkungen:
(G) – Genome Taxonomy Database (GTDB)
(L) – List of Prokaryotic names with Standing in Nomenclature (LPSN)
(L*) – verwaister Eintrag in LPSN
(N) – National Center for Biotechnology Information (NCBI)
Da die hier verwendeten Daten aus verschiedenen Quellen stammen, ist es möglich, dass es unter den Bezeichnungen der oben aufgeführten Gruppen weitere Synonymien außer der zwischen Stygia und Hadesarchaeota/Hadaechaeota gibt.